# ویکتور ارافیف
ویکتور ولادیمیروویچ ارافیف (به روسی: Ви́ктор Влади́мирович Ерофе́ев) (۱۹ سپتامبر ۱۹۴۷ در مسکو) نویسنده روسی است.

## زندگی‌نامه
ارافیف در خانواده یک دیپلمات مشهور شوروی در زمان استالین متولد شد. او سالهایی از کودکی خود را در پاریس گذرانده‌است.
تحصیلات دانشگاهی خود را در دانشکده ادبیات جهانی دانشگاه دولتی مسکو تمام کرد و با نوشتن رساله داستایفسکی و اگزیستانسیالیسم فرانسوی دکترای زبان‌شناسی گرفت.
بسیاری از رمان‌های او دست کم به ۲۰ زبان زنده ترجمه و منتشر شده‌است. با این حال مخالفانش در روسیه امروز او را فرصت طلب خطاب کرده‌اند و به رمان زیبای روسی او لقب «ادبیات زننده خلاف عفت» داده‌اند.
برای ۱۰ سال او اجازه انتشار کتاب‌هایش را در شوروی سابق نداشته‌است.
اما ارافیف در گفتگویی با مجله ادبی ـ هنری نافه گفته‌است «در حال حاضر ادبیات در روسیه آزاد است. هیچ سانسوری وجود ندارد. من حالا می‌توانم همه کتاب‌هایم را منتشر کنم.»

## آثار او به فارسی
رمان استالین خوب توسط انتشارات نیلوفر به فارسی منتشر شده‌است. پیش از این داستانی از او به فارسی منتشر نشده بود.
ارافیف در قالب روایتِ سرنوشت پدرش به زندگی شخصی خود اشاره می‌کند و دوره‌ای طولانی از تاریخ سرزمینش را در این رمان بازگو می‌کند.
او دربارهٔ اینکه آیا ادبیات آوانگارد روسیه می‌خواهد خود را از سایه ادبیات کلاسیک روسی بیرون بیاورد؟ و آیا این نوآوری و مدرنیته را در غرب جستجو می‌کند؟ گفته‌است «ادبیات آوانگارد روسیه به وضعیت ادبیات قدیم که بیش از حد اخلاقی بوده‌است می‌خندد. من چیزهای مثبت بسیاری از ادبیات غرب فرا گرفته‌ام، از فلوبر تا جویس. به ویژه از روشی که با آن به تفسیر دنیا دست می‌زنند. من همچنین عاشق آزادی فردی هستم که در آنجا وجود دارد. اما من یک نویسنده روسی ام و به دنبال مفاهیم زندگی هستم.»

## سفر به ایران
برخی منابع خبری از سفر ویکتور ارافیف به ایران در تاریخ ۲۵ خرداد خبر داده بودند.
او اول تیر ماه در نشستی که برای رونمایی ترجمه رمان استالین خوب در شهر کتاب مرکزی تهران برگزار شده بود شرکت کرد و دربارهٔ رمانش صحبت کرد.
ارافیف دربارهٔ انگیزه سفرش به ایران گفت «نخست آنکه دوست داشتم در برابر جوّ ضد ایرانی حاکم بر دنیای امروز بایستم و دیگر آنکه می‌خواستم حکمت شرقی و زیبایی عرفان ایرانی را از نزدیک مشاهده کنم.»

## جوایز ادبی
ارافیف سال ۱۹۹۲ جایزه ادبی ناباکوف و سال ۲۰۰۶ نشان ملی ادب و هنر فرانسه را دریافت کرد.